# Sokotradvärguv
Sokotradvärguv (Otus socotranus) är en dvärguv endemisk för ön Sokotra utanför Jemen.

## Utseende och levnadssätt
Sokotradvärguv är till utseendet mycket lik afrikansk dvärguv (Otus senegalensis), dvärguv (Otus scops) och blek dvärguv (Otus brucei). Den är liten och mäter cirka 20 cm. Den har en fjäderdräkt som väl kamouflerar den när den dagtid sitter uppe i ett träd. Den kan då även inta en kamouflageställning likt exempelvis hornugglan då den trycker mot stammen och smalnar av kroppsprofilen. Könen är lika. Den sitter upprätt och när den är lugn ses dess tofsar bara som två hörn som sticker upp på hjässan. I alert tillstånd reses de och syns väl.

## Systematik
Den har tidigare behandlats som underart till afrikansk dvärguv (och vissa gör det fortfarande) men studier visar att sokotradvärguv tillhör en klad med arter från Indien, Sydostasien och öar i Indiska oceanen, till skillnad från afrikansk dvärguv som tillhör en afro-palearktisk klad.

## Status och hot
Sokotradvärguven har en mycket begränsad utbredning och en liten population, men beståndet verkar stabilt och det föreligger inga hot mot arten. Därför kategoriserar internationella naturvårdsuniön IUCN ändå arten som livskraftig. Världspopulationen uppskattas till 1000 par. Den förekommer på cirka 45% av Sokotras yta med en täthet på tre revir per kvadratkilometer där den är som vanligast.